# Polichno
Polichno je místní část města Luhačovic. Leží 5 km od Luhačovic, 7 km od Uherského Brodu a 18 km jižně od Zlína. Vesnice leží v nadmořské výšce 232 m. Počet obyvatel v roce 1991 činil 330.

## Historie a zajímavosti
Původ názvu obce je nejasný. Jedna možnost uvádí odvození od osobního jména (po příkladu polského Polichnowa), druhá možnost od přídavného jména vztahujícího se k hodnocení půdy (slovo „polichný“ ve významu „částečně lichý, ne zcela špatný“). Poprvé se Polichno zmiňuje v polovině 14. století, kdy bylo v držení drobné vladycké šlechty.
Od názvu obce se odvozuje příjmení Polišenský.
V roce 1935 se obcí prohnalo tornádo a vyžádalo si jeden lidský život.

## Pamětihodnosti
- Sklípek usedlosti čp. 49